# Simancas (metropolitana di Madrid)
Simancas è una stazione della linea 7 della metropolitana di Madrid, situata sotto l'Avenida de Arcentales nel distretto San Blas-Canillejas.

## Storia
La stazione è stata inaugurata nel 1974 con il primo tratto della linea.

## Accessi
Vestibolo Amposta
- Amposta Calle Alberique, 4 (angolo con Calle Amposta)

Vestibolo Castillo de Uclés meccanizzato dalle 21:40 alle 1:30
- Castillo de Uclés Calle Castillo de Uclés, s/n (angolo con Calle Madrigal de las Altas Torres)
- Zaratán Calle Zaratán, s/n (angolo con Calle Madrigal de las Altas Torres)

## Curiosità
Al 7 maggio 2007, la piantina della Metropolitana di Madrid non mostrava la stazione di Simancas. Secondo i responsabili si trattava di un errore di stampa. Il fatto risultava curioso poiché si avvicinavano le elezioni autonome spagnole del 2007, alle quali concorreva, come candidato del PSOE per la Comunità di Madrid, Rafael Simancas.